# Love Kills
Love Kills är en låt med den belgiska sångaren Roberto Bellarosa. Låten är skriven av Jukka Immonen, Andreas Anastasiou och Iain James.

## Eurovision
Den 16 december 2012 framförde Bellarosa tre låtar i en nationell uttagningsfinal till Eurovision Song Contest 2013 efter att han blivit internt utvald av RTBF till att representera Belgien en månad tidigare. Förutom "Love Kills" framförde han även "Be Heroes" och "Resto toi", en låt från hans debutalbum Ma voie. Alla tre låtarna kunde blivit landets bidrag men efter att lyssnarna och en jury sagt sitt, stod det klart att "Love Kills" hade vunnit.
Därmed kommer låten att vara Belgiens bidrag i Eurovision Song Contest 2013 som hålls i Malmö i Sverige. Bellarosa kommer att framföra den på scenen i Malmö Arena i någon av de två semifinalerna, antingen den 14 eller 16 maj 2013.

### Bakgrund
Låten skrevs redan två till tre år innan den vann Belgiens uttagning. Den skrevs från början åt en okänd artist men blev senare istället ett potentiellt ESC-bidrag för Cypern. Av okänd anledningen hamnade den dock i Belgien.